# Peter Erskine
Peter Erskine (5 de junio de 1954) es un baterista estadounidense de jazz y jazz fusion.

## Biografía
Nacido el 5 de junio de 1954 en Somers Point, Nueva Jersey, Peter Erskine comenzó a tocar la batería con tan sólo cuatro años. En 1972 comienza su carrera profesional en la orquesta del director Stan Kenton, con la que permanecería tres años, tras los que pasa a integrar la banda del trompetista Maynard Ferguson. En 1978 recibe la llamada del pianista Joe Zawinul para sustituir a Álex Acuña como baterista de Weather Report al lado del legendario bajista Jaco Pastorius. Erskine estuvo cuatro años con Weather Report grabando cinco de los mejores trabajos de la banda, y tras ese período comienza a trabajar al lado de Michael Brecker saxo tenor, Mike Mainieri vibráfono y Eddie Gomez contrabajo con otro supergrupo de jazz fusion: Steps Ahead y se establece como un solicitado músico de estudio.
Actualmente Peter Erskine continúa su exitosa carrera como músico de sesión de grabación además de llevar a cabo trabajos de composición y arreglos para música de teatro y televisión. Adicionalmente, Peter Erskine es un reputado instructor musical y ha publicado diversos métodos didácticos para bateristas, tanto en libro como en DVD. Es el propietario de "Fuzzy Music", su propio sello discográfico,, es director del departamento de batería en la USC Thornton School of Music de Londres y ha recibido 10 veces el premio al mejor baterista de jazz otorgado por los lectores de la revista Modern Drummer, así como el premio "Honorary Doctor of Music" de la prestigiosa Berklee School of Music.

## Estilo y valoración
La versatilidad y la capacidad de trabajo de Peter Erskine le han hecho merecedor de un envidiable currículum que comprende más de 400 grabaciones e infinidad de conciertos con algunos de los más prestigiosos artistas del mundo. Dotado de un enorme talento, el distintivo estilo de Erskine se caracteriza por un peculiar modo de acompañamiento y la capacidad para ejecutar poderosos y sofisticados solos. La química que Erskine estableció con Pastorius en la cima de su carrera fue un elemento esencial para entender el éxito de Weather Report a finales de la década de 1970. Actualmente Peter Erskine sigue estando a la cabeza de los grupos y big bands de jazz más importantes del mundo, y es una figura muy representativa en la historia reciente de su instrumento.
Asociado tradicionalmente a la marca Yamaha, Peter Erskine es, desde 2005 avalista (endorser) oficial de DW Drums.

## Colaboraciones
Peter Erskine ha grabado o acompañado, entre otros artistas a Diana Krall, Steely Dan, Chick Corea, Joe Henderson, Freddie Hubbard, Gary Burton, Pat Metheny, Boz Scaggs, Joni Mitchell, Ralph Towner, Sadao Watanabe, Hubert Laws, Queen Latifah, Al Di Meola, Eliane Elias, Miroslav Vitous, Jan Garbarek, John Scofield, Bill Frisell, Marc Johnson, John Abercrombie, Kenny Wheeler, Bob Mintzer, Bob Sheppard, Joe Farrell, Michael Brecker, Randy Brecker, Lew Soloff, Kenny Kirkland, Mike Mandel, Kenny Werner, John Taylor, Palle Danielsson, Rita Marcotulli o Alan Pasqua.

## Discografía seleccionada

### Como líder o colíder
- 1982 Peter Erskine (Contemporary/OJC)
- 1987 Transition (Denon)
- 1988 Motion Poet (Denon)
- 1989 Aurora (Denon)
- 1990 Big Theatre (ah um)
- 1991 Sweet Soul (Fuzzy Music)
- 1992 You Never Know (ECM)
- 1993 Time Being (ECM)
- 1994 History Of The Drum (Interworld)
- 1995 As It Is (ECM)
- 1995 From Kenton to Now (Fuzzy Music)
- 1998 Lava Jazz (Fuzzy Music)
- 1998 Behind Closed Doors, Vol. 1 (Fuzzy Music)
- 1999 Juni (ECM)
- 2000 Live at Rocco (Fuzzy Music)
- 2002 Badlands (Fuzzy Music)
- 2003 Cologne (w/ Bill Dobbins and John Goldsby) (Fuzzy Music)
- 2005 The Lounge Art Ensemble: Music For Moderns (Fuzzy Music)

### Como acompañante
- 1972 Stan Kenton: National Anthems of the World
- 1974 Stan Kenton: Fire, Fury, and Fun
- 1977 Maynard Ferguson: Conquistador
- 1978 Weather Report: Mr. Gone
- 1979 Weather Report: 8:30
- 1979 Joni Mitchell: Mingus
- 1979 Joe Farrell: Sonic Text
- 1980 Weather Report: Night Passage
- 1981 Jaco Pastorius: Birthday Concert
- 1982 Weather Report: Weather Report [1982]
- 1983 Steps Ahead: Steps Ahead
- 1983 Warren Bernhardt Trio: Warren Bernhardt Trio
- 1984 Steps Ahead: Modern Times
- 1985 Marc Johnson: Bass Desires
- 1985 John Abercrombie: Current Events
- 1987 Marc Johnson's Bass Desires: Second Sight
- 1987 John Abercrombie: Getting There
- 1988 John Abercrombie/Marc Johnson/Peter Erskine: John Abercrombie, Marc Johnson & Peter Erskine
- 1989 Christof Lauer: Christof Lauer
- 1989 Gary Burton: Reunion
- 1990 Kenny Wheeler: Music for Large and Small Ensembles
- 1990 Vince Mendoza: Start Here
- 1990 Don Grolnick: Weaver of Dreams
- 1991 Manhattan Jazz Quintet: Funky Strut
- 1991 Jan Garbarek: Star
- 1992 Eddie Daniels w/Gary Burton: Benny Rides Again
- 1992 Mendoza/Mardin Project: Jazzpaña
- 1992 Ralph Towner: Open Letter
- 1993 Vince Mendoza: Sketches
- 1994 Al Di Meola: Orange And Blue
- 1994 Mike Mainieri: American Diary
- 1994 Christoph Stiefel: Ancient Longing
- 1995 Steely Dan: Alive in America
- 1996 Nguyên Lê: Miracles
- 1997 Alessandro Galati: Jason Salad!
- 1998 Bob Mintzer Quartet: Quality Time
- 1998 Al Di Meola: The Infinite Desire
- 1999 Marty Ehrlich/Michael Formanek/Peter Erskine: Relativity
- 2000 John Abercrombie: The Hudson Project
- 2002 Diana Krall: The Look of Love
- 2003 Rolf Kühn Internal Eyes
- 2003 Gordon Goodwin's Big Phat Band XXL
- 2004 Peter Erskine/Nguyên Lê/Michel Benita: E_L_B
- 2004 Mark-Anthony Turnage/John Scofield: Scorched
- 2004 Diana Krall: The Girl in the Other Room
- 2004 Pino Daniele Passi d'autore
- 2005 Kate Bush: Aerial
- 2005 Randy Brecker/Michael Brecker & the WDR Big Band: Some Skunk Funk
- 2005 Joe Zawinul: Weather Update
- 2007 Thomas Quasthoff: Watch What Happens
- 2008 Peter Erskine/Nguyên Lê/Michel Benita: E_L_B - Dream Flight
- 2010 Giorgio: Party Of The Century

## Libros
- Time Awareness
- The Erskine Method for Drumset
- My Book
- The Drum Perspective
- Drum Concepts and Techniques

## DVD
- The Erskine Method for Drumset (Alfred Publishing Company)